# 地產代理

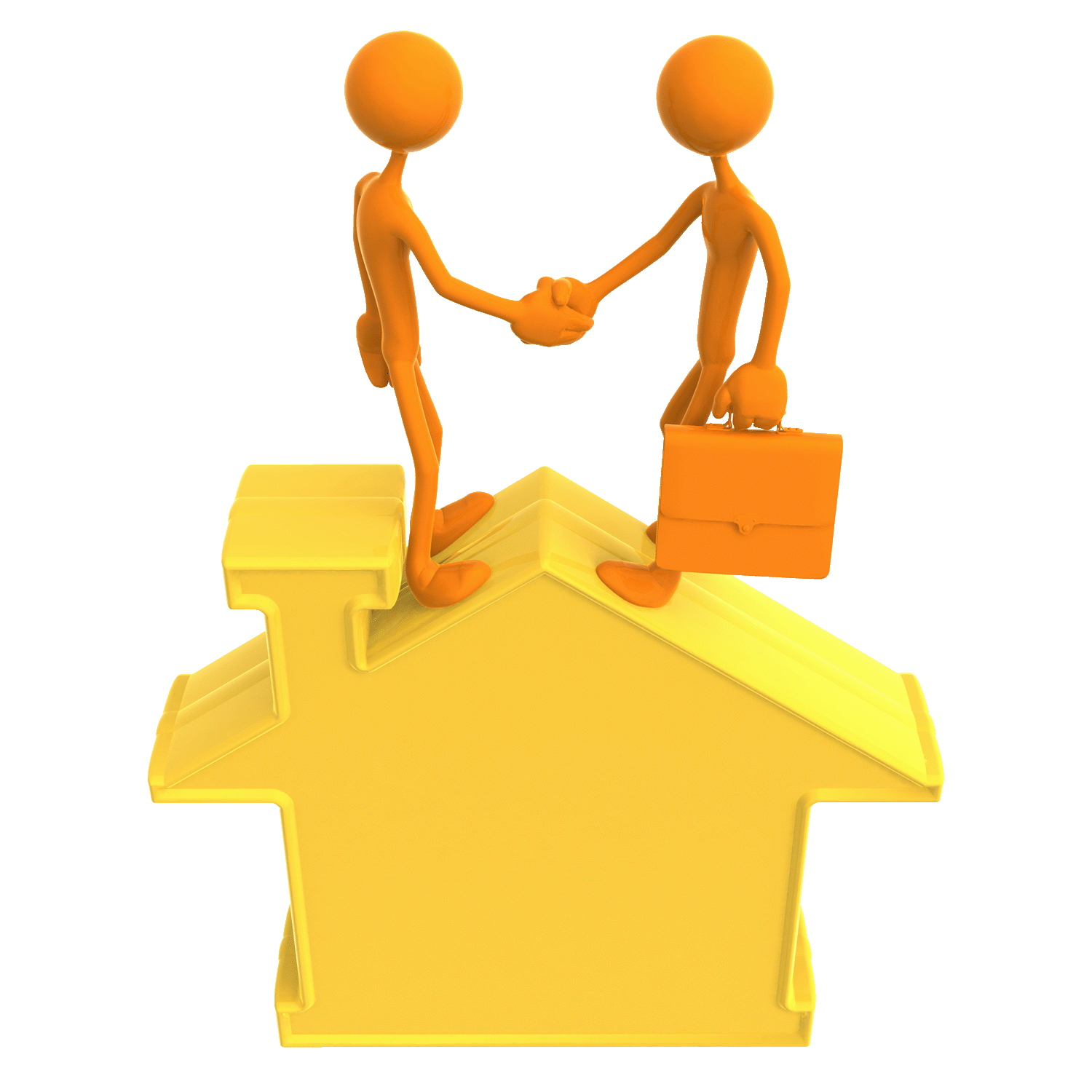
3D 房地產握手

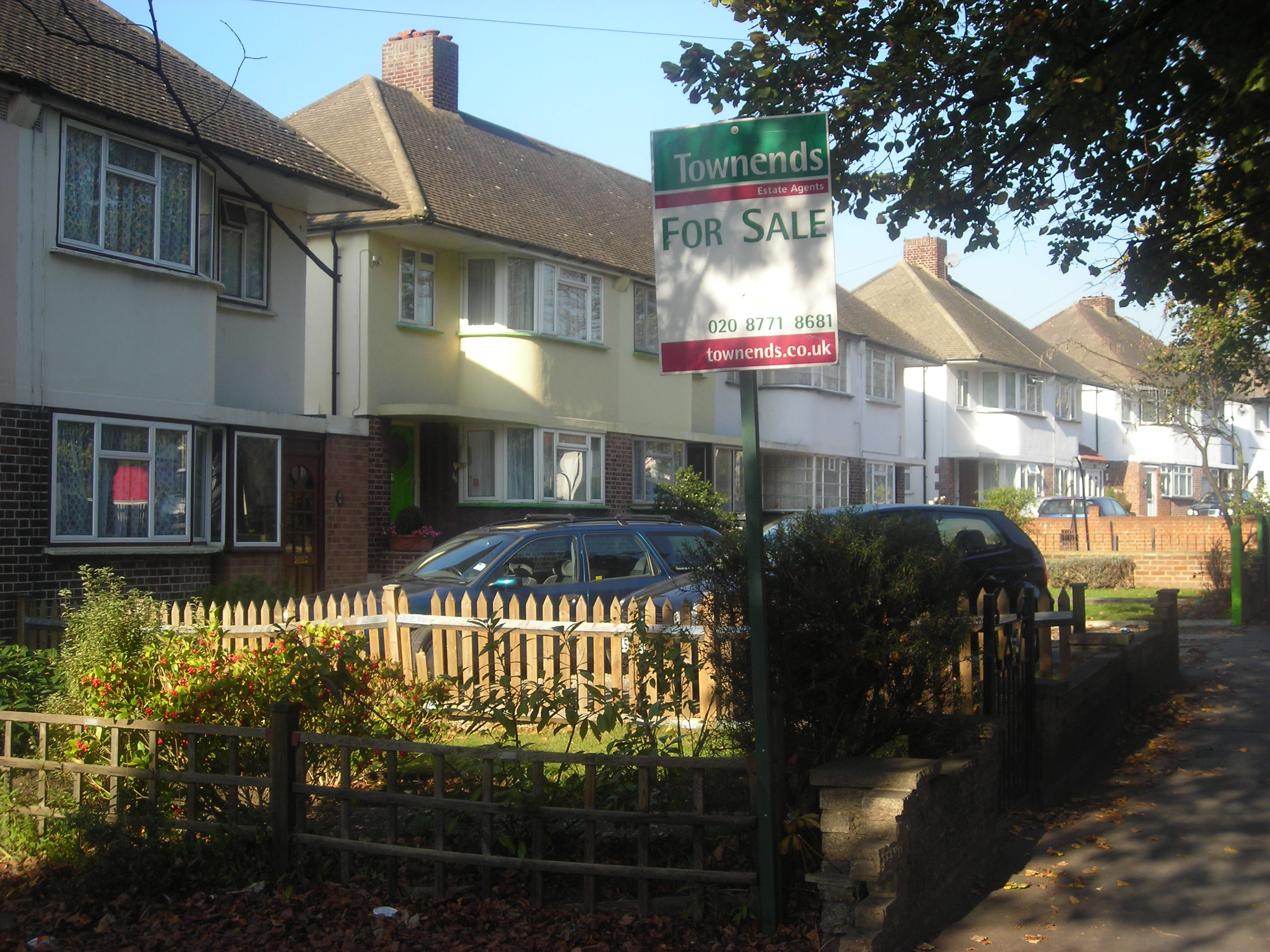
倫敦一個物業代理的放盤廣告

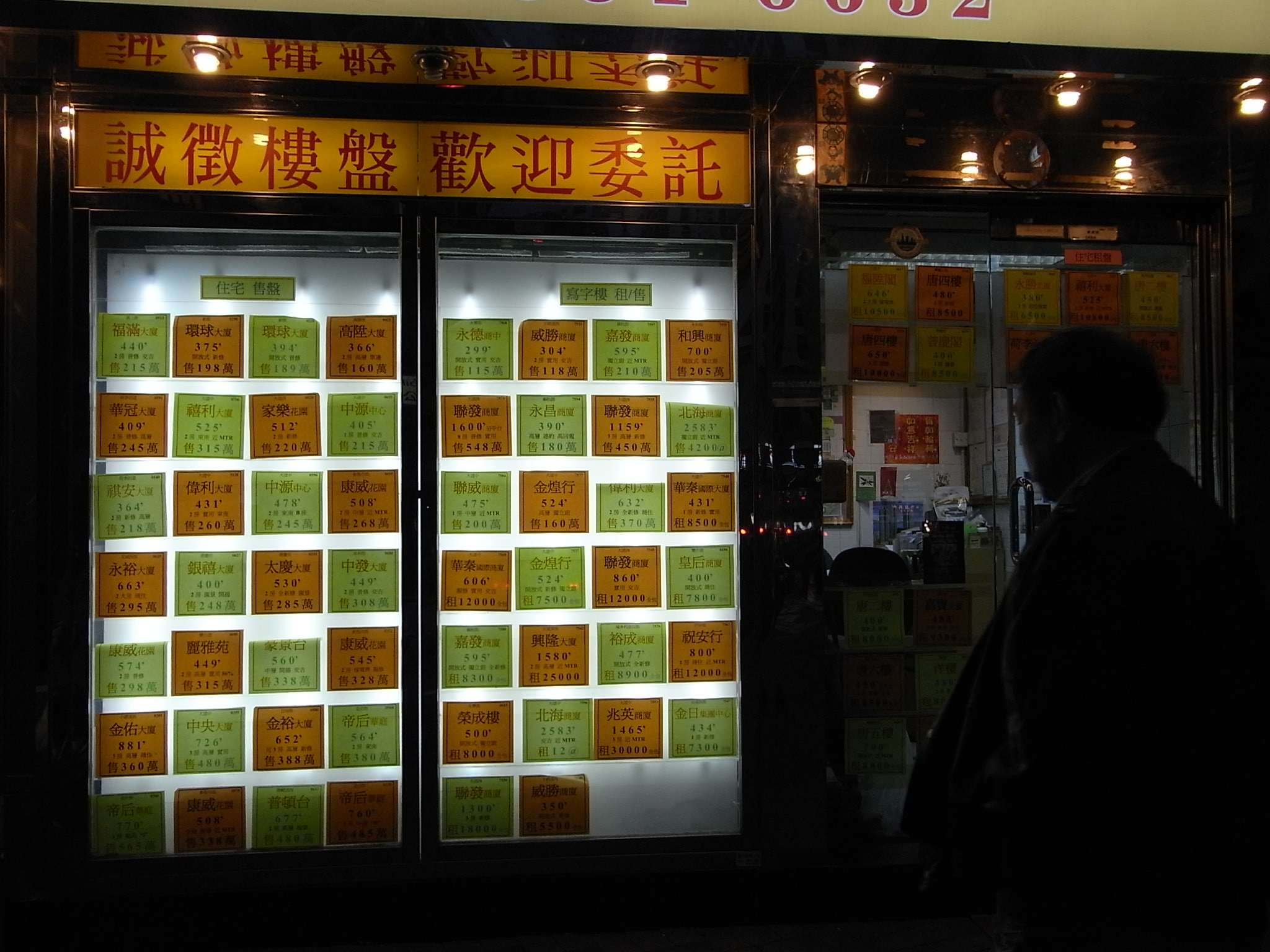
地產代理展示的樓盤

地产代理，是三級產業中的服務業，它的收入是来源于經紀服务的佣金，地产代理本身不拥有地產和物業，地产代理只是物業市場上的中間人。
地产代理買賣盤（買賣房屋）的兩方，分別是物業買家和物業賣家；又或者租盤（租屋），租客（臺灣稱為「房客」）和業主（中國大陸和臺灣又稱為「房東」）。

## 各地地产代理业

### 香港

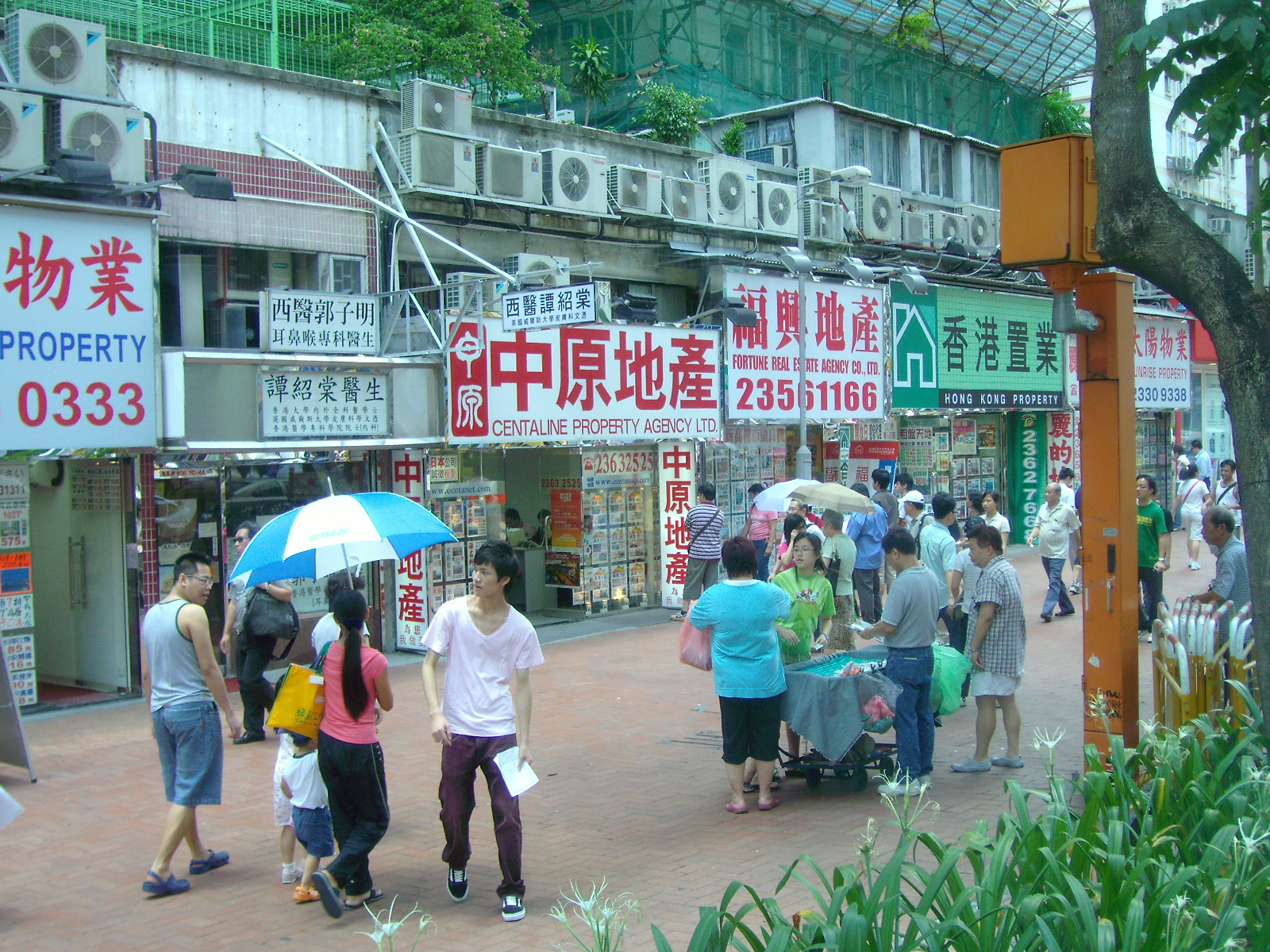
香港一些地產代理公司

由1999年起，法例規定，在香港從事地產代理，必須持有有效牌照，包括充當香港物業買賣的中間人。牌照由地產代理監管局發出及監督。所以，香港的地產代理必須遵守當局發出的指引從業及進修，否則有被停牌，或者被取消牌照的風險。
香港有名的地產代理商包括有美聯物業、香港置業、利嘉閣、中原地產 、世紀21物業及大同地産等。
至於鴻運地產已經在2003年結業，也反映地產市場的特色，汰弱留強。
截至2021年3月底香港持牌地產代理41044人，另外，以俗稱大牌的代理（個人）牌照人數最新報18463人，至於反映前綫代理的營業員牌照（俗稱S牌）最新報22581人，地產代理(公司)牌照3888人，期內代理分行數目亦錄增長，據地監局資料，截至3月底錄7046間分行，按月再多14間
而牌照分為3種：
- 地產代理（公司）牌照 - 持有人是法人公司，俗稱C牌，又名公司牌。
- 地產代理（個人）牌照 - 持有人是自然人，可當營業員及經理，俗稱E牌，又名大牌。
- 地產營業員牌照 - 持有人只可以當僱員，俗稱S牌，又名細牌。

### 澳門
現行澳門法律規定，房地產中介人（可以是個人或公司）是買賣房地產等不動產的中間人，而房地產經紀則為房地產中介人服務。二者均需要領取准照。該等人士（或公司）受房屋局監管。

### 台灣
在1999年2月，通過「不動產經紀業管理條例」，是為管理不動產經紀業、保障交易者權益而制定。不動產經紀業管理條例規定：經紀業設立之營業處所至少應置經紀人一人。但非常態的營業處所，其所銷售總金額達新台幣六億元以上，該處所至少應置專業經紀人一人。營業處所經紀營業員數每逾二十名時，應增設經紀人一人。不動產經紀業管理條例規範的對象為仲介或代銷業者，在不動產交易的過程中，必須確保各項契約、廣告、銷售說明均與實際產品相符合，不動產交易過程中，文件需經不動產經紀人簽章後始具法律效益。

根據不動產經紀業管理條例，不動產經紀業大致可以分為兩種：代銷與仲介。

代銷屬於不動產初級市場，是消費者與建築業者之間的橋樑，銷售主體為預售屋與新成屋（以建案為主）；

仲介專營不動產二級市場，是消費者與個別屋主之間的橋樑，銷售主體為土地、新成屋、中古屋及租賃事宜（多以個人為對象）以收取買賣雙方各自服務費為報酬。

代銷的專業職能牽涉較廣，從土地成本、市場調查、產品定位、規劃設計建議、廣告建議、行銷企劃建議及代理現場銷售等（短期銷售策略），與建設公司接洽，於接待中心守株待兔；

仲介注重的是媒合能力、土地建物產權及代書過戶流程知識（長期深耕地方），則是由店裡的不動產經紀人員個別開發案源。

### 新加坡
新加坡的房地產代理業由房地產代理理事會負責監管。要成為可獨立開設房地產代理公司的房地產代理（Real Estate Agency），必須先完成該會批准的課程，畢業後再應考三門科目，通過後方可領牌。要成為為房地產代理服務的從業員，即房地產銷售員（Real Estate Salesperson），則要完成經該會批核的課程，並通過兩門科目考試，方可登記。該會還規定上述人士必須於指定時限內完成持續進修課程，才得以續期。

### 馬來西亞
馬來西亞的房地產經紀人由估價師、房地產經紀人及房地產經理委員會，即BOVAEAP管理。要成為房地產經紀人，若具備認可學士學位或文憑，則要通過筆試（主修房地產專業的人士可免除筆試），並進行一年實習。若僅具備馬來西亞教育文憑，即SPM，則實習期會延長至兩年。不論持有何種學歷，皆要通過最後的口試，方可在BOVAEAP登記。

### 日本
日本的宅地建物取引士相當於大中華地區的房地產中介或經紀人。該項國家資格無國籍和學歷限制，原則上無任何欠格事由的人皆可出任。要獲得該項資格，必須先通過考試，然後在指定期限內完成登錄講習，再向地方政府申領證照。

### 韓國
韓國的地產代理稱為不動產仲介業者。共分為三類：以公司形式營運、以個人形式營運，以及在相關法律生效前，已經擔任不動產仲介的業者。現在，擔任不動產仲介，需要通過考試，方可獲得牌照。

### 美國

#### 加州
分為房地產銷售員（salesperson）和房地產代理（broker）。前者僅能為房地產代理工作，後者則可獨立執業，甚至開設公司，但需要有2年銷售員經驗。考試前，前者必須完成三門科目，後者則須完成八門。二者皆要通過州政府舉辦的考試，方可執業。

#### 紐約州
同樣分為房地產銷售員（salesperson）和房地產代理（broker）。成為房地產代理經驗要求與加州相同。考試前，前者需完成45小時的課程，後者需要完成90小時的課程，且符合其他條件的可直接考試。前者考試時間為1小時，後者則為2.5小時。考試合格後隨即可申領牌照。牌照有效期2年，需要完成指定持續進修課程，方可續期。

### 法國
成為地產代理（Agent immobilier）的學歷要求：
- 擁有三年制高校文憑，並主修法律、經濟或商業，或
- 擁有同等的專業認證，或
- 擁有房地產專業高級技術員證書（BTS PI），或
- 擁有由建設及房屋經濟暨法律學院（ICH）發出的文憑，或
- 擁有高中文憑，並且能夠證明具備房地產工作相關的三年專業經驗，或
- 擁有十年相關的專業經驗（若是行政人員，經驗要求可減至四年）